# 미르베툭시맙 소라브탄신
미르베툭시맙 소라브탄신(Mirvetuximab soravtansine)은 상피성 난소암 , 난관암, 원발성 복막암의 치료에 사용되는 약물로 애브비社 엘라히어(Elahere)의 성분명이다. 이 약물은 엽산수용체알파(FRα)에 특이적으로 결합하는 항체와 미세소관 억제제로 구성된 항체약물접합체(ADC)이다.
흔한 부작용으로는 시력장애, 피로, AST(aspartate aminotransferase)상승, 메스꺼움, ALT (alanine aminotransferase)상승, 각막병증, 복통, 림프구 감소, 말초신경병증, 설사, 알부민 감소, 변비, ALP(alkaline phosphatase)상승, 안구건조, 마그네슘 감소, 백혈구 감소, 호중구 감소, 헤모글로빈 감소가 있다.
미르베툭시맙 소라브탄신은 2022년 11월 미국에서 의료용으로 승인 받았으며 FDA는 이를 혁신 신약으로 평가했다.

## 사용
미르베툭시맙 소라브탄신은 앞서 1~3회에 걸쳐 치료를 진행한 전력이 있는 성인 엽산수용체알파(FRα) 양성, 백금착제 저항성 상피성 난소암, 난관암 환자를 위한 치료제로 FDA 승인을 기반하여 적용 대상자를 정한다.

## 부작용
제품에 안구 독성에 대한 경고가 부착되어 있다.

## 과정
미르베툭시맙 소라브탄신은 FRα양성, 백금착제 저항성 상피성 난소암, 난관암, 원발성 복막암 환자 106명을 대상으로 진행한 단일군 시험 0417 (NCT04296890)에서 그 효능이 평가되었다. 참가한 시험 대상자는 이전에 1~3가지 치료를 받은 경험이 있으며 모든 시험 대상자는 베바시주맙(Bevacizumab)을 투약 받았다. 위에서 밝혀진 효과를 기준으로 FRα양성 환자들이 대상자로 등록 되었으며 그 중 각막 장애, 지속적인 치료가 필요한 안질환, Grade >1 말초신경병증, 간질성 폐질환이 있는 환자는 제외하였다.
임상2상 0416(MIRASOL, NCT04209855)은 백금착제 저항성 상피성 난소암, 난관암, 원발성 복막암 환자 453명을 대상으로 다기관에서 진행되었다. 눈가림(Blinding/Masking)은 하지 않았으며, 비교 대조군, 무작위 배정으로 그 효능이 평가되었다.  이 시험에서는 VENTANA FOLR1(FOLR-2.1) RxDx Assay를 통해 FRα양성 환자만 대상자로 등록하였다. 시험은 무작위 배정으로 진행되었다. 대상자들은 미르베툭시맙 소라브탄신을 체중 kg 6mg(IBW기준)으로 3주 마다 정맥 주사로 투약 받거나, 암이 진행되지 않거나 독성이 발생하지 않는 선에서 연구자의 선택으로 화학요법(파클리탁셀,PLD)을 받았다 이 임상시험 결과로 미르베툭시맙 소라브탄신은 이전 신속승인의 시판후임상의 조건을 충족했다.
미르베툭시맙 소라브탄신은 국제 일반명 (INN)이다.